# راکار
شهر راکار (به رومانیایی: Răcari) در شهرستان دمبوویتس در کشور رومانی واقع شده‌است. جمعیت این شهر ۶٬۸۹۲ نفر  است.